# Augusto Caroselli
Augusto Caroselli (Roma, 18 novembre 1833 – Roma, 10 giugno 1899) è stato un poeta italiano.

## Biografia
Augusto Caroselli apparteneva al gruppo dei poeti della Scuola romana che si riuniva, di sera, al caffè Nuovo, a piazza San Lorenzo in Lucina (sotto Palazzo Ruspoli). A Roma, tra il 1850 e il 1870, «le accademie – ha scritto Domenico Gnoli - continuavano lo scioperato dilettantismo settecentesco. La poesia era considerata come un lodevole esercizio, un complemento d'educazione, un passatempo elegante.»
Caroselli fu intimo amico dei poeti Lodovico Parini e Giovanni Battista Maccari. Di professione avvocato, possedeva una solida formazione classica. Scriveva versi imitando Petrarca e Leopardi e tradusse Orazio. È anche autore del libretto per opera Isabella Orsini, tratto da Francesco Domenico Guerrazzi. Insegnò Lettere al Liceo municipale di Velletri. Mal sopportava la sudditanza al Potere Temporale del papa e sperava nella liberazione di Roma.
Achille Monti recensì la sua traduzione delle Odi di Orazio, lodandone «la purezza della favella, la proprietà, eleganza ed efficacia del dire, e in molte parti la bellezza e armonia del verso che è sempre e veracemente italiano, e ritraente quella nobiltà e grandezza che solo si attinge allo studio amoroso de' classici, i quali ben si scorge come al Caroselli sian passati in succo ed in sangue.»
Una poesia di Caroselli fu pubblicata nell'opuscolo Il fiore. Era intitolata: Partendo da una riva dell'Adriatico. Leggiamo l'incipit:
Ritornan l'aure amiche

D'autunno, e i gravi rai

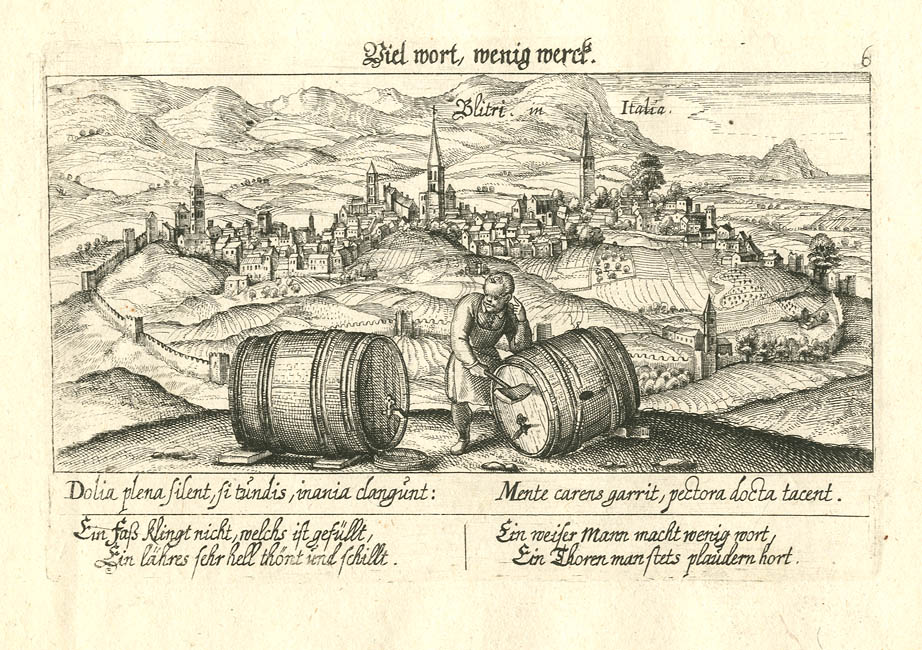
Velletri, in Italia

Contiene il Sole delle campagne apriche

Cessar del mietitore i dolci lai

E già desian le valli

Dell'allegra vendemmia il riso e i balli,

Più cauto dalla proda

Il pescator la lieve barca snoda.
Augusto Caroselli scrisse le poesie: Ultimo canto di Tasso, Alla povertà, Ad uno scrittore di poesie amorose, imitando Petrarca. Componeva anche quadretti paesani, scorci semplici e di gusto più moderno, quasi impressionistico:
Pargol, chi per Genzano

Tien d'Ariccia la via,

Dalla sinistra mano

Incontra un'osteria

Ch'or di salsiccia è piena.

Fotografia di Genzano - Hallwylska museet - 104704

Ad imitazione di Leopardi, Augusto Caroselli ha composto questi versi:
Melanconico e solo

Giù nella valle, ove lo star t'è caro,

Tu canti, o rosignuolo.
Nel gruppo dei poeti della scuola romana era frequente scambiarsi poesie dedicate. In Nuove poesie di Giambattista Maccari c'era anche un sonetto che Giovanni Battista Maccari aveva dedicato a Caroselli e che conteneva un chiaro riferimento al Petrarca e alle fonti del Sorga:
O Caroselli, quel leggiadro stile

Che a più lieta stagion seguir ne piacque,

Sotto il gran sasso ond'esce Sorga nacque,

Ov'ebbe albergo il suo signor gentile.

A noi sì caro, altrui povero e umìle,Che co' suoi verdi rami a terra giacque

La nostra fronda inonorata e vile.

Ma dimmi, o amico mio, di noi che fia

Se vorrà pure il ciel che in qualche parte

Ritorni Italia a più diritta via?

Di me non so, ché assai da te si parte

L'ingegno mio, ma s'io ben vidi in pria

Fia che ridano allor tue belle carte.
- (8 ottobre 1858)

### Opere
- Elogio funebre del medico Luigi Legge, letto nella chiesa di Santa Maria del Trivio in Velletri il giorno 27 di agosto 1867, Velletri, Colonnesi, 1867.
- Giovanni Battista Maccari, in: Il Buonarroti, vol IV, gennaio 1869, pp. 9–17.
- Versi, 1870.
- Isabella Orsini: tragedia lirica tratta dal racconto storico di Francesco Domenico Guerrazzi, musica di Eugenio Bubali, (rappresentata per la prima volta al teatro Comunale di Velletri per il carnevale del 1871, Velletri, Sartori e Stracca, 1871.
- Quinto Orazio Flacco, Odi, Epodi, Carme secolare, traduzione in versi italiani di Augusto Caroselli, Imola, Paolo Galeati, 1896.